# Iwan Varvakis

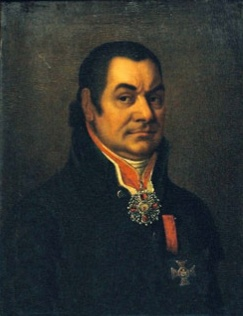
Iwan Andrejewitsch Varvakis (Warwazzi), Porträt von Wladimir Borowikowski

Iwan Varvakis (russisch Иван Андреевич Варваци, griechisch Ιωάννης Βαρβάκης oder Ioannis Varvakis; * 1745 auf Psara als  Ioannis Leontidis; † 1825 im Zakynthos) war ein griechischstämmiger russischer Adliger, ausgezeichnet mit den kaiserlich-russischen Orden der Heiligen Anna sowie dem Orden des Heiligen Wladimir. Varvakis war berühmt für seine Wohltätigkeit und ein bedeutendes Mitglied der griechischen Geheimgesellschaft Filiki Eteria. Im hohen Alter war er ein aktiver Teilnehmer der Griechischen Revolution.

## Leben
Iohannis Varvakis (russisch zunächst Jan Warwatsch, dann Iwan Andrejewitsch Warwazzi bzw. Warwazzij genannt) wurde im Jahre 1745 auf der kleinen Insel Psara geboren. Sein Geburtsname war Ioannis Leontides.
Mit 35 Jahren war er ein bekannter Seeräuber, auf dessen Kopf der türkische Sultan 1000 Piaster ausgesetzt hatte. 1770 schloss er sich freiwillig der, während des Russisch-Türkischen Krieges unverhofft im Ägäischen Meer erscheinenden, russischen Baltischen Flotte unter Führung vom Grafen Orlow und Admiral Spiridow an. Die baltische Flotte hatte den abenteuerlichen Auftrag erhalten, nach Möglichkeit im Geheimen, Europa zu umsegeln, um den Partisanenkrieg der Balkanvölker zu unterstützen und die türkische Marine von vorne anzugreifen. Zum Erstaunen ganz Europas wurde die Aufgabe erfüllt, und die Türken wurden am 7. Juli 1770 in der nächtlichen Seeschlacht von Çeşme vernichtend geschlagen.
Mit der Schlacht von Çeşme begann der russische Dienst von Kapitän Varvakis, obwohl die geschichtlichen Quellen keine präzise Antwort dazu geben. Im Allgemeinen Adelsfamilienregister des russischen Reiches steht: „Iwan Warwazij ist 1770 zum russischen Dienst aus Griechenland gekommen und hat auch während des Krieges gegen Türkei in vielen Meeresschlachten mitgekämpft.“ Für seine Verdienste wurde er durch Erlass der Kaiserin Katharina der Großen zum Leutnant ernannt.

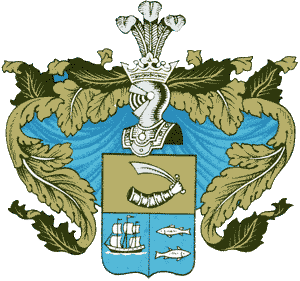
Familienwappen von Varvakis

Kurz danach wurde im türkischen Dorf Kaynarca (heutiges Nordost-Bulgarien) der Friede von Küçük Kaynarca geschlossen. Russland bekam südukrainische Länder bis zum Südlichen Bug, freien Zugang zum Schwarzen Meer und das Khanat der Krim wurde für unabhängig von dem Osmanischen Reich erklärt. Die russische Marine kehrte nach Kronstadt (Ostseehafen bei Sankt Petersburg) zurück. Viele griechische und slawische Familien wurden in den gewonnenen Gebieten (Neurussland) angesiedelt.
Die Lage von Varvakis war nicht einfach. Er hatte formell die osmanische Staatsbürgerschaft und war zugleich Offizier der russischen Marine; er war Kaufmann, aber sein ganzes Vermögen bestand aus einem Schiff. Er entschied sich, weiter dem russischen Staat auf dem Schwarzen Meer zu dienen, wo Russland kurz zuvor die Festungen Kertsch und Kinburn eingenommen hatte.
1789 wurde dem Griechen die russische Staatsangehörigkeit „für immer“ verliehen. All seine Fähigkeiten und Energie gebrauchte er nun für Kommerz und Wohltätigkeit. Iohannis Varvakis, der seither als „Herr Hofrat Iwan Andrejewitsch Warwazij“ bezeichnet wurde, wurde bald zum Millionär.

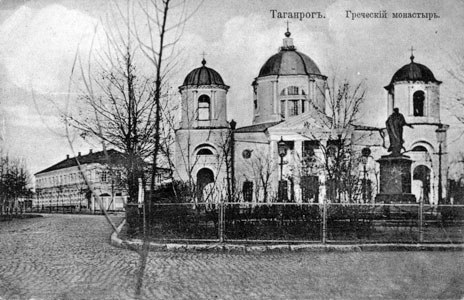
Griechisches Jerusalemkloster in Taganrog

Es ist bekannt, dass Warwazij die Verhandlungen mit der Stadtverwaltung Taganrog über den Bau der Alexander-Newski-Kirche im griechischen Jerusalemkloster im Jahr 1809 begann. 1825 stand in dieser Kirche der Sarg mit dem einbalsamierten Körper des Zaren Alexander I. 1813 zog Warwazij nach Taganrog. Zu dieser Zeit entstanden im Süden Russlands zwei verbundene Gesellschaften. Eine davon – Filomuson Eteria – war legal. Filomuson Eteria war vom Grafen Ioannis Kapodistrias (1815–1822 – Außenminister Russlands, 1827–1831 – gewählter Präsident Griechenlands) gegründet worden.
Die andere Gesellschaft Filiki Eteria war eine Geheimgesellschaft. Ihr Leiter war Alexander Ypsilantis, Sohn des ehemaligen Herrscher Moldawiens, General im Krieg gegen Napoléon Bonaparte 1812, Freund von Denis Dawydow und des Dekabristen Michail Orlow. Als Ypsilantis im März 1822 in Jassy einen Aufstand organisiert hatte, der zum Impuls der griechischen Revolution wurde, kaufte Warwazij, als bedeutender Mitglied der Eteria, Waffen in Tula und sandte diese an die Aufständischen. Anscheinend um 1823 (also um dieselbe Zeit wie Byron) reiste er illegal nach Griechenland aus. Mit eigenem Geld hatte er die Abteilung der Aufständischen ausgerüstet und nahm mit ihnen zusammen am Sturm der Modenfestung teil. Mehr als ein Jahr – bis zu seinem Tod vor Weihnachten 1825 auf Zakynthos – lebte und kämpfte Iohannis Varvakis wieder in seiner Heimat.
Varvakis wurde zuerst auf Zakynthos begraben. Seine sterblichen Überreste wurden jedoch nach Athen auf den Ersten Athener Friedhof umgebettet. Auf dem Grab von Iohannis Varvakis in Athen steht ein Denkmal. Aus seinem Erbe wurde das Varvakeion finanziert, eine gebührenfreie staatliche Mittelschule. Sie öffnete 1860 in Athen.

## Verfilmung
- Der Pirat: Legende – Held – Kaviar-König (2012), Spielfilm von Giannis Smaragdis

| Personendaten    | Personendaten |
| ---------------- | --- |
| NAME             | Varvakis, Iwan |
| ALTERNATIVNAMEN  | Warwazzi, Iwan; Varvakis, Ioannis; Βαρβάκης, Ιωάννης; Варваци, Иван Андреевич (russisch); Leontidis, Ioannis (Geburtsname) |
| KURZBESCHREIBUNG | russischer Adliger griechischer Abstammung, aktiver Teilnehmer der Griechischen Revolution                                 |
| GEBURTSDATUM     | 1745 |
| GEBURTSORT       | Psara |
| STERBEDATUM      | 1825 |
| STERBEORT        | Zakynthos |